# Edward Russell, XXVI barone de Clifford
Il tenente colonnello Edward Southwell Russell, XXVI barone de Clifford (Londra, 31 gennaio 1907 – Silvington, 3 gennaio 1982), è stato un nobile britannico.
Nel 1935 divenne l'ultimo pari ad essere processato alla Camera dei lord per un crimine, un omicidio colposo, risultato di un incidente d'auto. Venne giudicato non colpevole. Avendo perso il padre per un incidente stradale, nel suo discorso inaugurale alla Camera dei lord, pronunciato nel 1928, chiese esami di guida obbligatori. Più tardi parlò a favore dell'introduzione di limiti di velocità. Entrambe le misure furono introdotte nel 1934. Fu uno dei quattro pari che a volte, prima del 1945, sostennero Sir Oswald Mosley e la sua Unione Britannica dei Fascisti.

## Primi anni di vita e formazione
Edward Russell nacque nel quartiere Belgravia, Londra, il 31 gennaio 1907. Studiò all'Eton College e poi ingegneria all'Imperial College di Londra. Nel 1926 fu ingaggiato nella 21ª compagnia corazzata della Territorial Army Royal Gloucestershire Hussars. Nel 1929 fu promosso a luogotenente e nel 1938 a capitano. Prima del 1936 il suo hobby preferito erano le corse automobilistiche. Fu un giovane sostenitore di Sir Oswald Mosley e della sua Unione Britannica dei Fascisti.
Nel 1926 a Marylebone sposò Dorothy Evelyn Meyrick, figlia di Kate Meyrick, proprietaria del club 43. Aveva diciannove anni ed essendo ancora minorenne la legge all'epoca richiedeva che avesse il consenso di sua madre alle nozze. Egli sapeva che non lo avrebbe ottenuto a causa dell'associazione della sua fidanzata con il West End. Quindi mentì sulla sua età affermando di avere 21 anni. Quando fu scoperto fu multato per 50 sterline dal Lord sindaco di Londra nella corte dei magistrati.
Nel 1928 fece il suo primo discorso alla Camera dei lord. Parlò di sicurezza stradale e propose di introdurre test di guida obbligatori per chiunque richiedesse una patente di guida. Durante la sua carriera in aula, sostenne anche l'imposizione di limiti di velocità. Entrambe le misure vennero introdotte dal Road Traffic Act 1934.

## Processo alla Camera dei lord
Il 15 agosto 1935 lord de Clifford fu coinvolto nel Surrey in una collisione frontale ad alta velocità che uccise un guidatore del 26 anni, Douglas George Hopkins, e gli causò lesioni. Lord de Clifford guidava la sua auto sportiva dalla parte sbagliata del strada. Quando una giuria del tribunale del coroner stabilì all'unanimità che la causa della morte fosse un "incidente che coinvolge altri" e che aveva superato i limiti di velocità, la polizia lo accusò di un crimine. All'inizio fu incriminato e processato all'Old Bailey, fino a quando non si rese conto in tribunale che essendo un pari del regno solo la Camera dei lord poteva processarlo per un crimine. Dal momento che questo non si verificava dal 1901, cioè da quando Frank Russell, II conte Russell fu condannato per bigamia, l'Assemblea istituì un comitato ristretto per indagare sui precedenti e sulle regole per tale procedimento.
Il processo iniziò il 12 dicembre, con la nomina del lord cancelliere Douglas Hogg, I visconte Hailsham, in qualità di lord grande intendente nominato dalla Corona per l'occasione. Il procuratore generale rappresentò l'accusa. L'ammissione al pubblico fu concessa solo tramite biglietto. Questo fu l'ultimo processo celebratosi alla Camera dei lord, poiché il diritto dei pari di essere processati dai loro pari per crimini fu abolito dal Criminal Justice Act 1948. La Camera ha ancora il potere di avviare una procedura di impeachment.
La difesa di lord de Clifford era che il veicolo di Hopkins viaggiava a velocità eccessiva dalla parte sbagliata, che de Clifford era stato costretto a cambiare corsia all'ultimo momento per evitare una collisione e che anche l'altro veicolo fece lo stesso. Questa difesa ebbe successo e fu assolto.
Lord de Clifford aveva ancora un'altra accusa di guida pericolosa, che non era un crimine e quindi non poteva essere processato alla Camera dei lord. Il processo avrebbe dovuto cominciare a gennaio all'Old Bailey. Tuttavia, in vista della sua assoluzione, l'accusa abbandonò il caso e venne emanato un verdetto di non colpevolezza.
Lord de Clifford non fece più discorsi alla Camera dei lord per quasi quarant'anni.

## Vita dopo il processo
Nel 1936 citò in giudizio la rivista The Spectator per diffamazione. Le parti raggiunsero un accordo extragiudiziale. Venne nominato co-rispondente in una richiesta di divorzio. Se questo fosse vero o falso, il suo matrimonio sopravvisse.
Dopo il processo alla Camera dei lord, de Clifford rinunciò alle auto da corsa. Durante la seconda guerra mondiale si trasferì al Royal Army Ordnance Corps nel 1942 e ai Royal Electrical and Mechanical Engineers nel 1943. Nel 1946, dopo aver raggiunto il grado di tenente colonnello, si arruolò nell'esercito regolare. Fu nominato ufficiale dell'Ordine dell'Impero Britannico nell'ambito dei New Year Honors del 1955.
Già separato dalla moglie dopo la guerra, nel 1973 divorziò. L'anno successivo si risposò con Mina Margaret.
Lord de Clifford morì il 3 gennaio 1982 lasciando la sua seconda moglie e i due figli avuti dalla sua prima consorte. Nella baronia gli succedette il figlio maggiore John Edward.

## Nella cultura di massa
Lord de Clifford è tra i protagonisti del secondo romanzo della serie dei delitti Mitford Morte di un giovane di belle speranze di Jessica Fellowes.